# ماريو كامبوس
ماريو كامبوس (بالبرتغالية: Mário Campos‏) هو لاعب كرة قدم برتغالي في مركز الوسط، ولد في 29 أغسطس 1947 في توريس فيدراس في البرتغال. شارك مع منتخب البرتغال لكرة القدم. أما مع النوادي، فقد لعب مع نادي أكاديميكا كويمبرا.

## وصلات خارجية
- ماريو كامبوس على موقع قاعدة بيانات كرة القدم.إي يو (الإنجليزية)
- ماريو كامبوس على موقع ناشيونال فوتبول تيمز (الإنجليزية)
- ماريو كامبوس على موقع عالم كرة القدم.نت (الإنجليزية)